# Chloridolum paralleloelongatum
Chloridolum paralleloelongatum är en skalbaggsart som beskrevs av Hayashi 1974. Chloridolum paralleloelongatum ingår i släktet Chloridolum och familjen långhorningar.
Artens utbredningsområde är Taiwan. Inga underarter finns listade i Catalogue of Life.